# Nadia Fezzani (vận động viên bơi lội)
Nadia Fezzani là một vận động viên bơi lội người Libya. Bà đã tham gia hai nội dung tại Thế vận hội Mùa hè 1980.